# World of Goo 2
World of Goo 2 – komputerowa gra logiczna wyprodukowana i wydana 2 sierpnia 2024 roku przez studio 2D Boy. Jest to kontynuacja World of Goo z 2008 roku.
Gra została pozytywnie oceniona w mediach. Chwalono wciągającą rozgrywkę i projekt poziomów.

## Rozgrywka
World of Goo 2 to komputerowa gra logiczna, w której gracz buduje konstrukcje z glutów – kulek, które łącząc się ze sobą tworzą drogę dla innych kulek. Na każdym poziomie gracz otrzymuje określoną liczbę kulek i ma dotrzeć nimi do rury tak, aby jak najwięcej z nich wleciało do rury. Podczas budowy gluty podlegają prawom fizyki np. grawitacji czy podmuchom wiatru. Budowana konstrukcja może uleć zniszczeniu np. z powodu przeciążenia.

## Produkcja
Wydanie gry zapowiedziano w grudniu 2023. Premiera, początkowa ustalona na maj 2024, została później przesunięta na sierpień tego samego roku.

## Odbiór
Recenzenci chwalili rozgrywkę i różnorodność dostępnych poziomów. Aleksandra Wolna z serwisu Gry-Online w swojej recenzji napisała „Podstawy gry są takie same jak w piętnastoletniej już pierwszej części, a nie wydają się ani trochę archaiczne”. Lucas White piszący dla Shacknews stwierdził, że gra nie trzyma gracza za rękę, często dając mały margines do błędu i minimum podpowiedzi jak przejść dany poziom.